# 萩原眞
萩原 眞（はぎわら まこと、1857年 - 1925年9月15日）は、日本人の実業家。庭師。フォーチュン・クッキーを作ったという説がある。

## 生涯
山梨県東山梨郡平等村に生まれる。家は農業の傍ら製糸業を営んでいた。15歳の時父親が他界したため業を継ぐが、その後1879年（明治12年）にサンフランシスコに渡る。
1888年（明治21年）にサンフランシスコの中華街の一角に「大和屋」という料理屋を開業し、対岸のオークランドにも料理屋を開くが失敗する。
ゴールデン・ゲート・パーク内でミッド・ウィンタース博覧会が開かれた際、喫茶店の出店を申請し許可され、評判が良かったため博覧会が終了した後も公園課の希望によって存続されることになった。また1894年、同公園内に日本庭園を築き、その土地に居住を許され没するまでそこに暮らした。萩原家は庭園を訪ねる観光客に煎茶と数種の瓦煎餅を販売しており、そのうちの一つは占い入り、つまりフォーチュン・クッキーだった。また1907年にはグアテマラの大統領から委嘱され同国の政庁と官舎の中間に日本流の庭園を築いている。

## 関連文献
- 山梨県立図書館 (2013年12月17日). “アメリカのフォーチュンクッキーは、山梨県出身の萩原眞（）が「辻占煎餅（）」を売ったのが始まりだという説がある。この、萩原眞という人物について知りたい。”. レファレンス協同データベース. 2021年6月7日閲覧。